# Estación de Universidad Autónoma
Universidad Autónoma (Universitat Autònoma en catalán y oficialmente) es una estación de ferrocarril suburbano situada en el municipio español de Sardañola del Vallés, en la provincia de Barcelona, comunidad autónoma de Cataluña. La estación se encuentra en la línea Barcelona-Vallés de Ferrocarriles de la Generalidad de Cataluña por donde circulan trenes de la línea S2. Está situada dentro del Campus de la Universidad Autónoma de Barcelona (UAB). En 2018 registró un tráfico de 1 660 939 usuarios.
La estación se puso en servicio el 8 de octubre de 1984 como ramal desde Bellaterra para servir en el campus universitario.

## Situación ferroviaria
Se encuentra ubicada en el punto kilométrico 1,3 de la variante de la Autónoma, a 137 metros de altitud. El tramo es de vía doble y está electrificado.

## Historia
La línea tiene sus orígenes en el Ferrocarril Sarriá-Barcelona (FSB) en el primer tramo urbano, puesto en servicio en 1863, y en los Ferrocarriles de Cataluña en el tramo del Vallés, inaugurado entre 1916 y 1925.
Con la instauración de la Generalidad de Cataluña, el Gobierno de España traspasó a la Generalidad la gestión de las líneas explotadas por FEVE en Cataluña, gestionando así los Ferrocarriles de Cataluña a través del Departamento de Política Territorial y Obras Públicas (DPTOP) hasta que se creó en 1979 la empresa Ferrocarriles de la Generalidad de Cataluña (FGC), la cual integraba el 7 de noviembre de 1979 a su red estos ferrocarriles con la denominación Línea Cataluña y Sarriá.
Las obras del nuevo ramal entre Bellatierra y la futura estación de Universidad Autónoma corrieron a cargo de FGC. El 8 de octubre de 1984 se puso en funcionamiento el ramal de vía única de Bellatierra para servir al campus universitario, hasta entonces, un servicio de autobús lanzadera unía la universidad con la estación de Bellatierra. En 1985 se completó la doble vía de San Cugat Centro a Bellatierra y la nueva estación del Hospital General. El 6 de agosto de 1985 se cerró al tráfico ferroviario el trazado original entre las estaciones de Bellatierra y San Quirico, tras haber abierto el 1 de junio de 1922. El antiguo trazado quedó integrado en las Vías Verdes del Vallés.
La estación original contaba con dos vías con andenes laterales de 120 metros de longitud que terminaban con una parada, por lo que la unión entre ellas se hacía detrás de las vías así como por un escalón inferior. Las plataformas estaban cubiertas por cinco marquesinas de hormigón y el edificio de pasajeros de una sola planta estaba ubicado a la derecha de las vías. Entre 1984 y 1995 la estación funcionó como un ramal, con trenes lanzadera a Bellaterra (que salían por vía 1) y trenes a Barcelona (que salían por vía 2). Durante el verano de 1995 se cerró el ramal para incorporarlo a la Línea General Barcelona-Sabadell y duplicar su vía, remodelando también por completo la estación.

## La estación
El edificio para viajeros, catalogado como Bien Cultural de Interés Local por la Generalidad de Cataluña, es esencialmente un paralelepípedo con cubierta a una vertiente donde se alojan los servicios propios de la estación. Se genera a partir de la construcción de un muro paralelo al andén.
La actual estación cuenta con las dos vías generales con andenes laterales cubiertos en gran parte por marquesinas metálicas. El edificio principal de pasajeros se encuentra a la izquierda de las vías y tiene varios niveles. El nivel inferior se integra con el paso bajo las vías de tráfico peatonal entre las facultades del norte del campus y el Rectorado con el resto del complejo universitario. Desde este escalón inferior se accede al nivel intermedio, donde hay una cafetería y un acceso desde la calle. El nivel superior tiene un gran vestíbulo también con acceso desde la calle, con máquinas expendedoras de billetes y barreras de control de acceso. Una vez pasada dicha línea hay una gran sala de espera, así como una terraza al aire libre. Desde este nivel se puede acceder directamente a sobre el andén de la vía 2. El andén de la vía 1 tiene el acceso principal a través del pasaje superior que conecta con la plaza Cívica. Este acceso cuenta con máquinas expendedoras de billetes y barreras de control de acceso, cubiertas por una marquesina de hormigón. El enlace con el andén de la vía 1 se realiza mediante una gran escalera y un ascensor, debido a la pendiente existente. El otro acceso es desde el pasaje que conduce a las facultades de la zona noreste. Este acceso tiene entrada con máquinas expendedoras de billetes y barreras de control de acceso y salida al final del andén de la vía 1. Una sala de espera también se encuentra en el acceso a la via 1. Las instalaciones se completan una vía de cola de maniobras situada a la derecha de las generales en la salida hacia Sabadell, situada ya en el interior del túnel bajo las facultades, que sirve para la inversión de los trenes que finalizan recorrido en la línea S6.

## Servicios ferroviarios
El horario de la estación se puede descargar del siguiente enlace. El plano de las líneas del Vallés en este enlace. El plano integrado de la red ferroviaria de Barcelona puede descargarse en este enlace.
| << cabecera                   | < estación  | línea | estación >  | cabecera >>               |
| ----------------------------- | ----------- | ----- | ----------- | ------------------------- |
| Línea Barcelona-Vallès de FGC |             |       |             |                           |
| Barcelona-Plaza de Cataluña   | Bellatierra |       | San Quirico | Sabadell-Parque del Norte |